# Człuchów (district)
Człuchów (powiat człuchowski) is een Pools district (powiat) in de woiwodschap Pommeren. Het district heeft een oppervlakte van 1574,41 km² en telt 57.028 inwoners (2014).

## Steden en gemeenten
Het district omvat zeven gemeenten:
Stad:
- Człuchów (Schlochau)

Stad- en Landgemeenten:
- Czarne (Hammerstein)
- Debrzno (Preußisch Friedland)

Landgemeenten:
- Człuchów (Schlochau)
- Koczała (Flötenstein)
- Przechlewo (Prechlau)
- Rzeczenica (Stegers)

Stadsdistricten:
Gdańsk · Gdynia · Słupsk · Sopot

Districten:
Bytów · Chojnice · Człuchów · Gdańsk · Kartuzy · Kościerzyna · Kwidzyn · Lębork · Malbork · Nowy Dwór Gdański · Puck · Słupsk · Starogard · Sztum · Tczew · Wejherowo

Grootste steden:
Chojnice · Gdańsk · Gdynia · Kwidzyn · Lębork · Malbork · Rumia · Słupsk · Sopot · Starogard Gdański · Tczew · Wejherowo